# Kyogle
Kyogle ist eine Stadt im äußersten Nordosten des australischen Bundesstaates New South Wales. Die Stadt liegt ca. 30 km nordwestlich von Lismore (New South Wales), 32 km nördlich von Casino und 758 km nördlich von Sydney am Richmond River. Sie ist das Verwaltungszentrum der Local Government Area Kyogle Council und hatte bei der Volkszählung 2021 eine Einwohnerzahl von 2804.

## Namensherkunft
Kyogle ist ein Wort der Aboriginessprache und bedeutet im Deutschen Ei einer Trappe oder Ei eines Buschhuhnes als Reverenz an die in der Region heimischen Buschhühner.

## Wirtschaft
Rinderhaltung, Milchwirtschaft und Forstwirtschaft sind die wichtigste Wirtschaftszweige. Früher lockte der Holzreichtum die Siedler in diese Gegend. Rote Zedern (Toona) und Neuguinea-Araukarien (Araucaria cunninghamii) waren die wichtigsten Baumarten für den Holzeinschlag.

## Tourismus
Kyogle gilt als Tor zu vielen der Nationalparks im Norden von New South Wales und im Süden von Queensland, wie z. B. dem Border-Ranges-Nationalpark und dem Toonumbar-Nationalpark.

## Überschwemmung
Anfang Januar 2008 wurde Kyogle großflächig überschwemmt, als der Richmond River nach heftigen Regenfällen am Oberlauf des Flusses über seine Ufer trat. Von allen Siedlungen am Fluss war Kyogle mit einem Wasserstand von 18,1 m am schlimmsten betroffen. Nach der Flut von 1954 war dies die schlimmste Überschwemmung für die Stadt.

## Persönlichkeiten
- Harry Frith (1921–1982), Wildtierbiologe und Naturschützer

## Verkehr
Kyogle liegt am Summerland Way (Staatsstraße 91), einer Touristenstraße durch den Nordosten von New South Wales.
Der Bahnhof liegt an der North Coast Line von Sydney nach Brisbane, nördlich von Casino. Der tägliche Zug von Sydney nach Brisbane hält um 04:22 Uhr in Kyogle und der Zug in Gegenrichtung um 09:28 Uhr. Im Bahnhof gab es ein Überholgleis, aber als dieses Gleis für 1.500 m lange Züge ausgebaut wurde, verlegte man es auf einen besser geeigneten, weil geraderen Gleisabschnitt außerhalb der Stadt.
Ca. 35 km nördlich von Kyogle, bei Cougal an der Grenze zu Queensland, liegt eine 360°-Kehrschleife, die die Eisenbahnlinie über die Südabdachung der McPherson Range führt.

## Sport

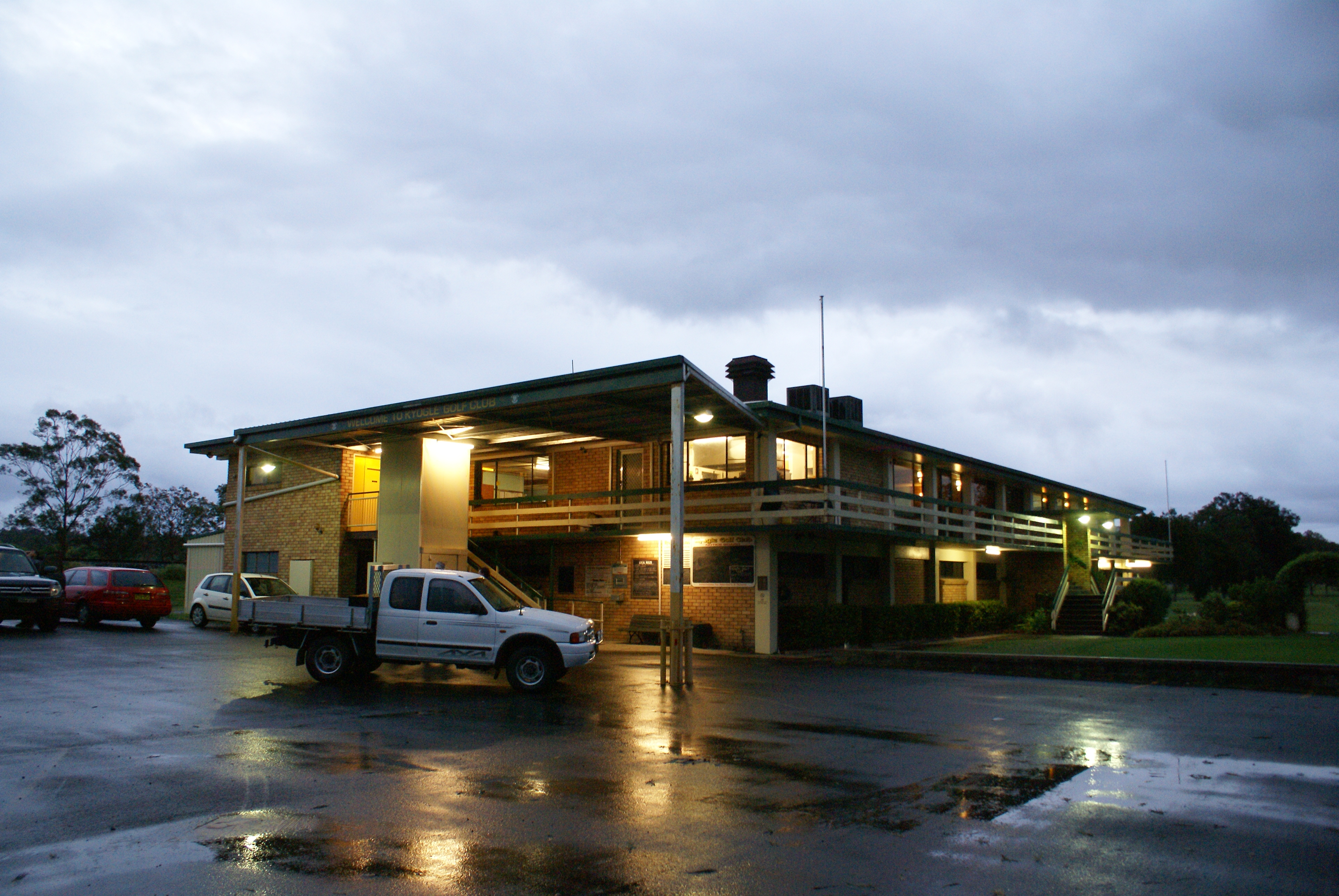
Vereinsheim des Kyogle Golf Club

In Kyogle gibt es folgende Sportvereine: Kyogle Baseball Club, Kyogle Bowling Club und Kyogle Golf Club.

### Rallye-Weltmeisterschaft
Der Lauf zur Rallye-Weltmeisterschaft 2009, auch als Rallye Australia 2009 bekannt, führte durch die Gegend von Kyogle.